# 白凤岩
白鳳岩（1899年—1975年），北京人，中國曲藝弦師、作曲家、三弦和北派琵琶演奏家。

## 生平
白鳳岩八歲跟隨父親白曉山學習三弦。15歲，向韓永先與韓永祿拜師學藝。不久便享譽曲壇。成名後，他仍向很多名師求教，譬如單弦名家全月如、德壽山、梅花大鼓名家金萬昌等人。此後對多種北方曲藝非常熟悉，並銳意改革創新。他演奏三弦、琵琶、四胡、揚琴的技術非常獨到。他曾為京韻大鼓名家劉寶全伴奏5年。後來，他幫助胞弟白鳳鳴改革京韻大鼓的唱腔，並且編了《擊鼓罵曹》、《七星燈》、《羅成叫關》等20多段嶄新曲目。自此創立了京韻大鼓的「少白派」。1954年，他擔任中央廣播說唱團藝術指導的時候，更創立“新梅花調”。